# Ветерану (Констанца)
Ветерану (рум. Veteranu) насеље је у Румунији у округу Констанца у општини Пештера. Oпштина се налази на надморској висини од 80 m.

## Становништво
Према подацима из 2002. године у насељу је живело 30 становника, од којих су сви румунске националности.